# 方敏军
方敏军，中华人民共和国政治人物、全国脱贫攻坚先进个人。

## 生平
方敏军任遂川县雩田镇村口村驻村第一书记，吉安市公安局交警支队宣教科副科长。因在脱贫攻坚战中作出突出贡献，2021年2月25日全国脱贫攻坚总结表彰大会上，方敏军被授予“全国脱贫攻坚先进个人”。